# Famille de Barras
 (novembre 2021).
Si vous disposez d'ouvrages ou d'articles de référence ou si vous connaissez des sites web de qualité traitant du thème abordé ici, merci de compléter l'article en donnant les références utiles à sa vérifiabilité et en les liant à la section « Notes et références ».
La famille de Barras est une famille de noblesse provençale. La personnalité la plus notable de la famille est Paul de Barras membre du Directoire de 1795 à 1799.

## Personnalités

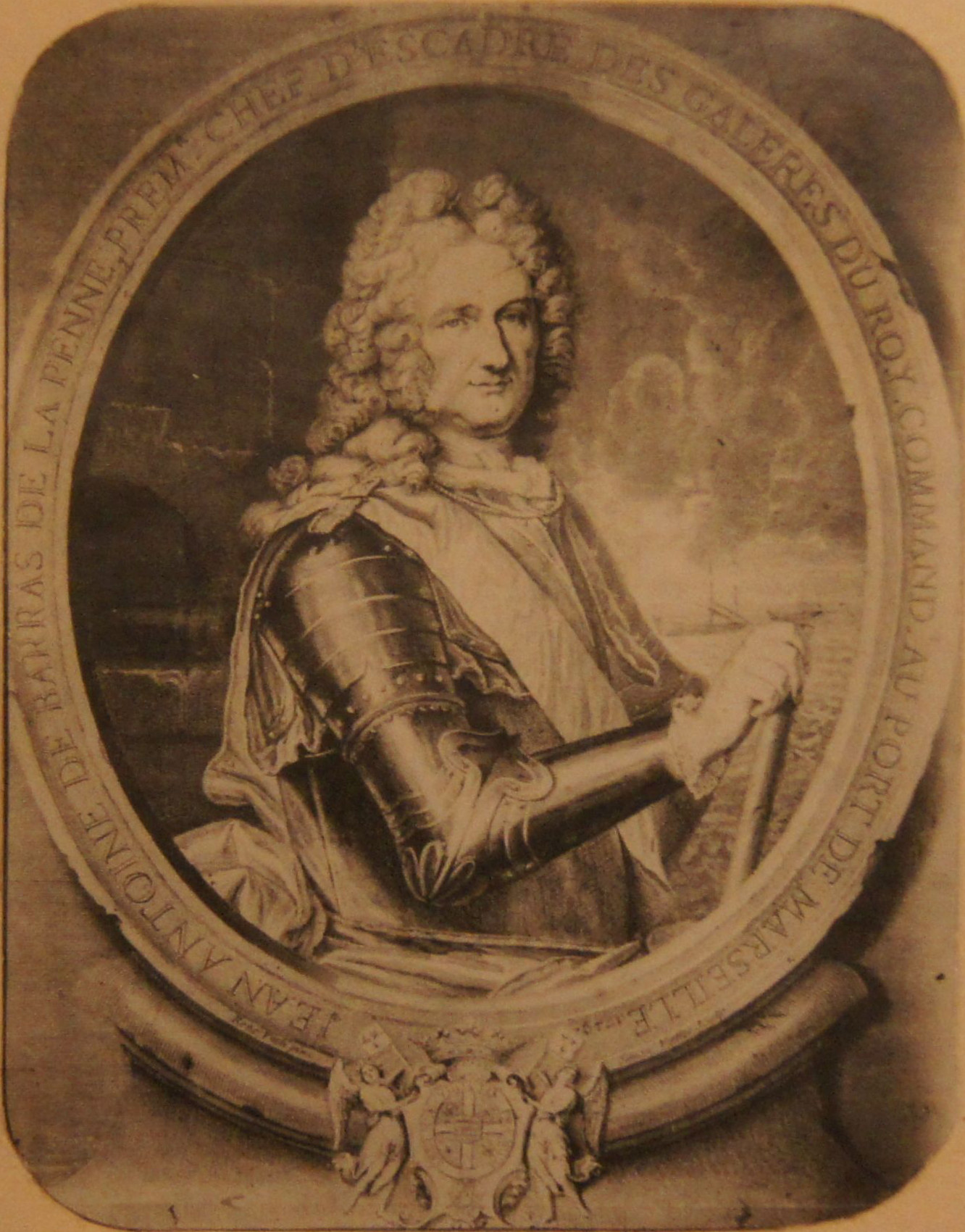
Jean Antoine de Barras de la Penne
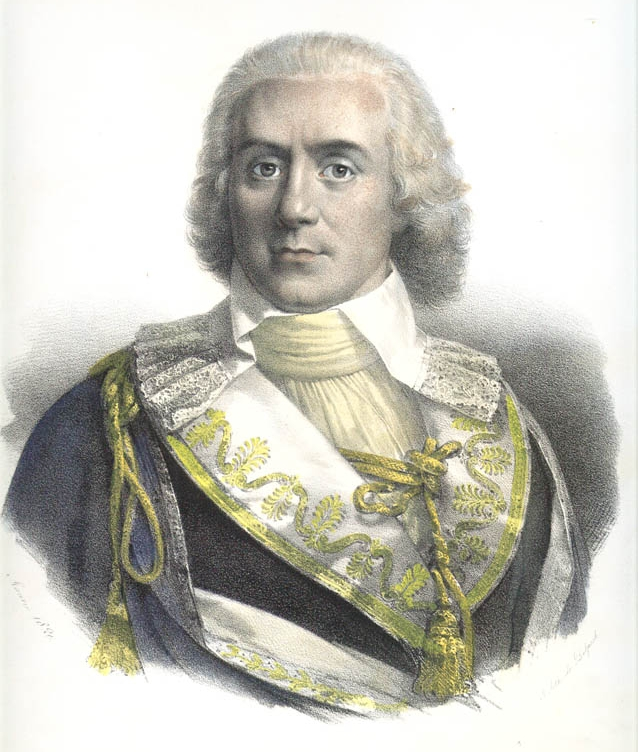
Paul Barras

- Jean-Antoine de Barras de La Penne (1650-1730), officier de marine français ;
- Jacques-Melchior Barras de Saint-Laurent (1720-1792), officier de marine français ; cousin du précédent
- Paul Barras (1755-1829), homme politique français ; cousin du précédent